# شرکت نامحدود
شرکت نامحدود، (به انگلیسی: Unlimited company) یا شرکت خصوصی با مسئولیت نامحدود، توسط بازرگانانی ثبت می‌شود، که شخصاً از اعتبار و سرمایه کافی برای انجام امور تجاری برخوردارند. در این نوع شرکت‌ها چنانچه صرفاً یک سهام‌دار وجود داشته باشد، به آن معامله‌گر خبره نیز می‌گویند. مسئولیت این شرکت‌ها در زمان ادای دیون محدود به دارایی‌های شرکت نمی‌گردد و دارایی‌های شخصی سهامداران نیز ممکن است، جزو دیون شرکت مطالبه گردند. بنابراین اعتبار این شرکت‌ها قائل به فرد است و از این رو اداره ثبت شرکت‌ها، اطلاعات کمتری از آنها مطالبه می‌کند. از دیگر مزایای این شرکت‌ها، اعتماد بیشتر بانک‌ها و مؤسسات مالی در زمان اعطای تسهیلات به آنها می‌باشد.